# گیلانشاه‌های نوک‌خمیده
گیلانشاه‌های نوک‌خمیده یا کروانک (نام علمی: Numenius) سرده‌ای از پرندگان شامل هشت گونه پرنده کنارآبچر است.
ویژگی گیلانشاه‌های نوک‌خمیده، دارا بودن منقاری دراز، باریک و خمیده به پایین و پرهای قهوه‌ای‌رنگ یا تغییر فصلی کم است.
گیلانشاه‌ها به راستی در دو سرده جای می‌گیرند: گروه گیلانشاه‌های نوک‌خمیده در سردهٔ Numenius و گروه گیلانشاه‌های نوک‌راست در سردهٔ Limosa

## سردهٔ گیلانشاه‌های نوک‌خمیده
از گونه‌های زیست‌کننده در ایران می‌توان به این گونه‌ها اشاره کرد:
- گیلانشاه ابروسفید
- گیلانشاه خالدار (نوک‌باریک)
- گیلانشاه خاور دور

## وضعیت گیلانشاه‌ها
گیلانشاه در مناطق تالابی، سواحل گلی و شنی و دریاچه‌های شیرین زندگی می‌کند.
شمار گیلانشاه‌ها در ایران به خاطر وضعیت نابهنجار تالاب‌های ایران رو به کاهش است.
از جنگل‌های حرا در جزیره قشم ۱۰۰ قطعه گیلانشاه خالدار گزارش شده است که جمعیتشان رو به انقراض است اما با توجه به نایاب بودن این گونه در ایران و خاورمیانه، درستی این گزارش جای تردید دارد.